# Marne (géologie)
Pour les articles homonymes, voir Marne.

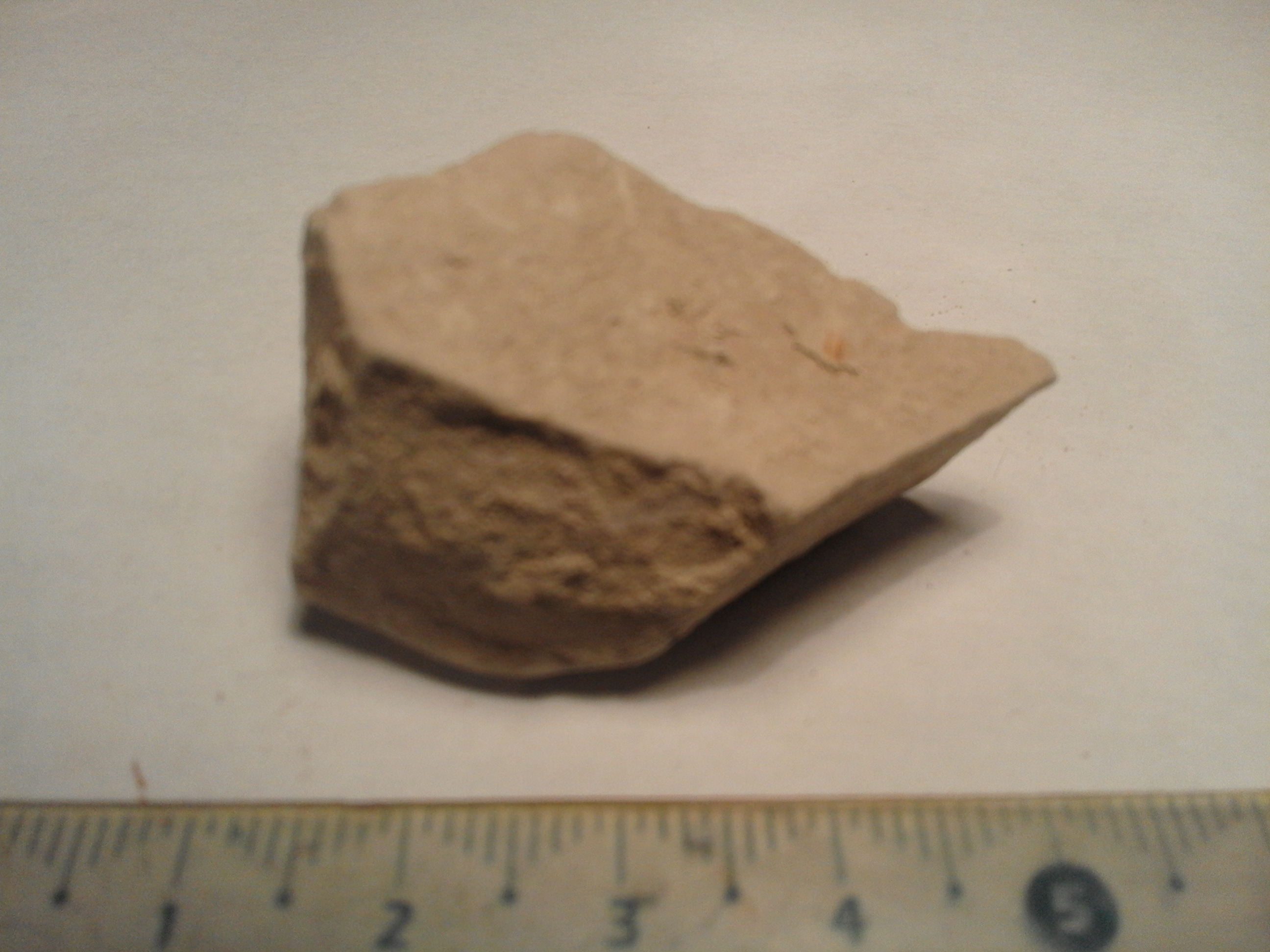
Marne (Calvados, France).

La marne est une roche sédimentaire, mélange de calcite (CaCO3) et d'argile dans des proportions à peu près équivalentes variant de 35 % à 65 % (autre notation : (50 ± 15) %). Au-delà de 65 % de calcaire, il s'agit d'un calcaire argileux, tandis qu'en deçà de 35 % de calcaire, on parle d'argile calcaire (parfois « argile calcareuse » ou « argile calcarifère »).
Les alternances marne-calcaire sont très fréquentes dans les séries sédimentaires et portent le nom de formation marno-calcaire.
Sa sensibilité à l'eau favorise les instabilités de pente. Le fluage des marnes ou des formations marno-calcaires, le glissement de terrain et le ravinement sont à l'origine de catastrophes régulières.

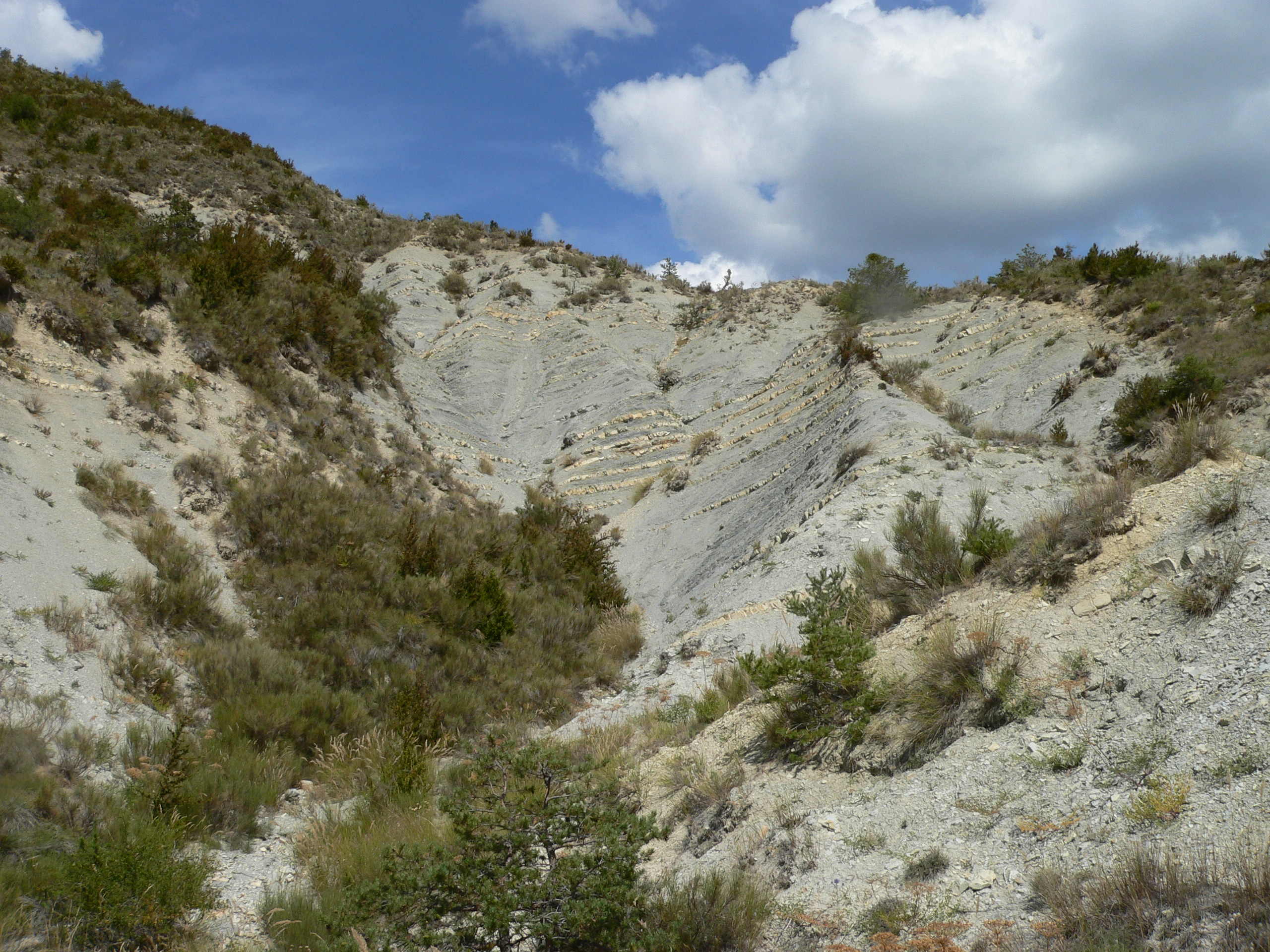
Marnes bleues au col Saint-Jean à Montclar.

## Terminologie
| Teneur en calcaire en % | 100 - 95 % | 95 - 65 %         | 65 - 35 % | 35 - 5 %        | 5 - 0 % |
| ----------------------- | ---------- | ----------------- | --------- | --------------- | ------- |
| Roches                  | Calcaire   | Calcaire argileux | Marne     | Argile calcaire | Argile  |

Les termes « calcaire marneux », « marne calcaire », « argile marneuse » et « marne argileuse », parfois utilisés, sont impropres, car ils associent un des éléments constitutifs (calcaire ou argile) avec un mélange de ces deux mêmes roches (marne).

## Étymologie
Le mot marne est attesté pour la première fois sous cette forme en français en 1287, de l'ancien français marle. Du latin marna, lui-même emprunté au celte margila.

## Géologie
Le tableau ci-après représente quelques formations marneuses typiques :
| Formation                  | Localisation       | Époque                    | Âge                                                  | Photo                                                              |
| -------------------------- | ------------------ | ------------------------- | ---------------------------------------------------- | ------------------------------------------------------------------ |
| Marnes de Longwy           | Meurthe-et-Moselle | Bathonien inférieur       |                                                      |                                                                    |
| Marnes de Port             | Calvados           | Bathonien                 | −167 à −164 Ma                                       | Falaises à l'est de Port en Bessin                                 |
| Marnes grises de l'Aptien  | Vaucluse           | Aptien                    | −125 à −113 Ma                                       | Marnes grises de l'Aptien entre Roussillon et Saint-Saturnin-d'Apt |
| Marnes grises du Callovien | Gard               | Callovien                 | -166,1 ± 1,2 et -163,5                               | Marnes du Callovien à Quissac dans le département du Gard          |
| Marnes toarciennes         | Bassin des Causses | Toarcien ou Pliensbachien | -182,7 à -174,1 ou -190,8 à -182,7 millions d'années |                                                                    |

La marne, en fonction de sa qualité, est parfois nommée pierre de France ou encore pierre de Maastricht.

## Utilisation
Depuis l'âge du bronze, on extrait la marne sous forme de blocs de pierre à destination de la construction. On retrouve ce matériau abondant, facile à extraire et à façonner dans nombre de bâtiments anciens modestes ou prestigieux. Avec l'épuisement des carrières en marne de qualité, la faible dureté du matériau et sa mauvaise résistance conduiront à un abandon progressif de cet usage. Le phénomène des pluies acides constitue depuis le XXe siècle un redoutable ennemi des bâtiments construits en matériaux marneux. Les derniers gisements de marnes de qualité sont donc réservés à la restauration.
La marne et la chaux broyées étaient utilisées dès l'époque gauloise pour l'amendement des sols acides, par exemple par les Pictons du Poitou comme l'indique Pline l'Ancien au Ier siècle. Cet usage perdure encore aujourd'hui, quoique plus anecdotique.
Au XIXe siècle, on industrialisa la production de chaux. La marne, avec sa composition calcaire élevée et en raison de son abondance, était un ingrédient idéal pour les usages qui ne requéraient pas finalement une chaux d'un haut niveau de pureté ; l'élaboration de mortier, par exemple. Le ciment Portland d'aujourd'hui utilise toujours la marne comme ingrédient principal.

### Les marnières
La marne fut extraite comme matériau de construction dès que les outils en métal furent connus.
Les marnières permettaient également d’extraire la craie pour amender les terres agricoles.
À l'époque, enlever d'importantes couches de terre végétale était impossible ; on commença donc à extraire là où la marne affleurait et on poursuivit en creusant des réseaux de galeries.
À notre époque, la marne est extraite dans de gigantesques carrières à ciel ouvert, généralement proches de la cimenterie où elle est transformée en ciment.
Les anciennes marnières étaient souvent souterraines et disséminées (extraction au plus près, pour limiter le transport). Après usage elles ont été rebouchées, leurs emplacements étant seulement repérés par des arbres. Au fil du temps (et des remembrements), ces arbres généralement isolés au milieu des champs ont disparu et la mémoire du site avec eux.
Les phénomènes d'érosion et de dissolution conduisent quelquefois à des effondrements, par exemple via des fontis. Leurs conséquences sont particulièrement graves si des constructions ont été édifiées au-dessus. La Normandie est ainsi régulièrement victime d'accidents de cette nature.

### Le marnage
Le marnage est une technique agricole consistant à rendre un sol plus calcaire en y ajoutant de la marne. Ceci permettait de remonter le pH des sols acides et les rendre plus propices à l'activité agricole. On a longtemps utilisé cette technique et ce, même avec des argiles non calcaires, ce qui n'avait aucune efficacité, cependant l'apport d'argile neuve permettait de compenser la déstructuration puis l'érosion des argiles en place.

### Les marnes bleues
La marne, en fonction de sa couleur, est appelée marnes rouges ou marnes bleues. Les premières sont les plus fréquentes et se rencontrent dans toute l'Europe, tandis que les secondes se trouvent surtout dans le Sud-Est de la France (région des Grands Causses). Ces roches ont une couleur gris-bleue due à la présence d'un pigment argileux, l'illite, qui absorbe le rouge et renvoie le vert et le bleu. Cette roche est très friable et peut contenir des fossiles marins. Elle a été utilisée comme matériau de construction depuis l'Antiquité et jusqu'au XIXe siècle.

### La pierre de Maastricht
La marne de qualité, dure, est aussi appelée pierre de France ou pierre de Maastricht. Cette pierre a été utilisée comme matériau de construction depuis l'Antiquité et jusqu'à la fin du XVIIIe siècle. Le nom vient peut-être des Romains, qui utilisaient la pierre locale pour construire leur fortification en mortier (le plus souvent à base de chaux éteinte) : le castellum Divitia. Les carrières étaient situées sur les flancs du mont Saint-Pierre au sud du centre-ville actuel. Cette carrière fut exploitée tout au long des siècles, parfois même sous forme d’exploitation souterraine.

## Calendrier républicain
- Dans le calendrier républicain, la Marne était le nom attribué au 17e jour du mois de nivôse[6].